# Districtul Mitrovița
Districtul Mitrovița (albaneză Komuna e Mitrovicës; sârbă Косовскомитровачки округ, cu alfabetul latin: Kosovskomitrovački okrug) este unul din cele șapte districte (mai mare nivel administrativ-diviziuni) a provinciei Kosovo, cu sediul la Mitrovița.

## Municipalități
Districtul include municipiile:
- Mitrovița
- Leposavić
- Srbica
- Vučitrn
- Zubin Potok
- Zvečan

## Grupurile etnice
Municipiile din districtul Kosovska Mitrovica, Vučitrn și Srbica au o majoritate etnic albaneză, în timp ce comunele Zubin Potok, Zvečan și Leposavić, au o majoritate sârbă. De asemenea, sârbi au format populația majoritară în nordul Kosovska Mitrovica, unde se găsește centrul lor politic și cultural în Kosovo.